# Мезорака
Мезора̀ка (на италиански: Mesoraca, на местен диалект Misuràca, Мизурака) е градче и община в Южна Италия, провинция Кротоне, регион Калабрия. Разположено е на 415 m надморска височина. Населението на общината е 6624 души (към 2012 г.).